# Electrophaes aliena
Electrophaes aliena är en fjärilsart som beskrevs av Butler 1880. Electrophaes aliena ingår i släktet Electrophaes och familjen mätare. Inga underarter finns listade i Catalogue of Life.